# Маріка андзуанська
Ма́ріка андзуанська (Cinnyris comorensis) — вид горобцеподібних птахів родини нектаркових (Nectariniidae). Ендемік Коморських Островів.

## Поширення і екологія
Андзуанські маріки є ендеміками острова Анжуан. Вони живуть у вологих тропічних лісах і чагарникових заростях. Зустрічаються на висоті від 90 до 855 м над рівнем моря.